# Castlemilk House

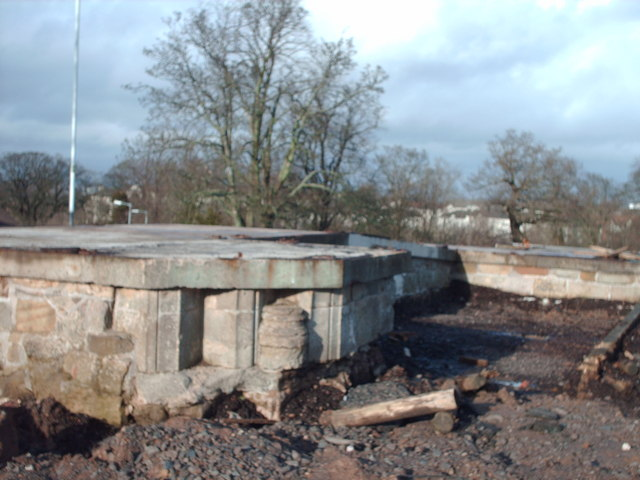
Ruinen von Castlemilk House 2008

Castlemilk House ist die Ruine eines Landhauses im südlichen Ortsteil Carmunnock der schottischen Stadt Glasgow. Das Haus wurde im 18. Jahrhundert um den aus dem 15. Jahrhundert stammenden Castlemilk Tower herum errichtet. 1969 wurde das Haus, das bis zum Vorjahr als Kinderheim gedient hatte, abgerissen. Die zugehörigen Stallungen aus dem 19. Jahrhundert wurden 2006 in Büros umgewandelt.

## Geschichte

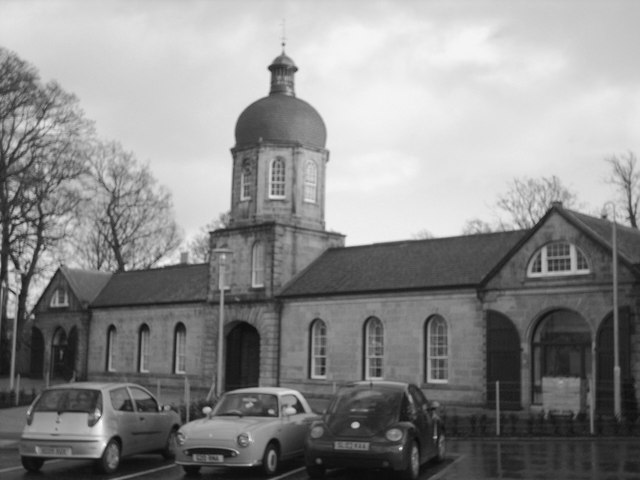
Restaurierte Stallungen

Im 13. Jahrhundert erwarben die Stuarts von Castlemilk in Dumfriesshire die Ländereien von Cassilton in Carmunnock. Im 16. Jahrhundert benannten sie das Anwesen in „Castlemilk“ um. 1937 kaufte die Glasgow Corporation das Gelände zum Bau einer Siedlung, aber der Ausbruch des Zweiten Weltkrieges verzögerte die Bauarbeiten. Die Siedlung Castlemilk entstand in den 1950er-Jahren. Das Landhaus kaufte die Glasgow Corporation 1939 und bis zum Ende des Krieges brachte sie dort die Evakuierten aus der Stadt unter. Von 1948 bis zur durch hohe Unterhaltskosten erzwungenen Schließung im Januar 1969 diente Castlemilk House als Kinderheim. Im Dezember desselben Jahres wurde das Landhaus abgerissen.